# Guido Menzinger
Guido Menzinger di Preussenthal (Napoli, 6 maggio 1867 – Val d'Assa, 21 maggio 1916) è stato un militare italiano.
Pluridecorato tenente colonnello del Regio Esercito, combatté durante la guerra italo-turca e la prima guerra mondiale, venendo insignito della medaglia d'oro al valor militare alla memoria.

## Biografia
Nacque a Napoli il 6 maggio 1867, e si arruolò nel Regio Esercito partecipando al corpo di spedizione italiano nella guerra dei Boxer in Cina nel 1901 dove fu di stanza nella Concessione Perpetua Italiana a Tientsin. Partecipò, con il grado di capitano aiutante di campo alla guerra italo-turca del 1911-1912.  Prese parte al combattimento di Sidi Messri (26 ottobre 1911) e poi alla battaglia di Zanzur (8 giugno 1912) dove fu decorato con una Medaglia d'argento al valor militare. Durante il combattimento di Sidi Bilal (20 settembre 1912) viene decorato con una di Medaglia di bronzo al valor militare per il valore dimostrato in combattimento.
All'entrata in guerra dell'Italia, il 24 maggio 1915, ricoprì l'incarico di comandante del III Battaglione del 51° Reggimento fanteria della Brigata "Alpi" con il grado di maggiore. Dal 14 giugno al 21 ottobre 1915, data in cui viene ferito da pallottola di fucile ad una gamba durante l'attacco alle posizioni austriache del Pescoi, e quindi combatté sul fronte del Carso.
Promosso al grado di tenente colonnello il 1 febbraio 1916, fu trasferito al comando del I Battaglione del 112º Reggimento fanteria della Brigata "Piacenza", mantenendolo fino al 16 febbraio 1916. Il 12 aprile dello stesso anno gli venne assegnato il comando del II Battaglione del 156º Reggimento fanteria della Brigata "Alessandria". Cadde in combattimento il 21 maggio, durante l'attacco del III Corpo d'armata austro-ungarico nell'ambito della Strafexpedition al Monte Costesin, in Val d'Assa, meritandosi la concessione della Medaglia d'oro al valor militare alla memoria.
La sua città natale ne ha onorato la memoria intitolandogli una via.
Ha sposato nel 1906 Teresita Ruata (Piemonte, 1877 - Roma 1968), da cui ha avuto i due figli Carlo (Perugia 13 agosto 1908 - Roma 26 luglio 1971) e Mario (Perugia 31 dicembre 1911 - Roma, 1981 circa). Suo fratello Vittorio fu Prefetto di Palermo, sindaco commissario di Napoli e governatore della Tripolitania.
È bisnonno dell'autore contemporaneo Carlo Menzinger di Preussenthal.

### Annotazioni
1. ↑  Una delle prime donne italiane laureate in medicina.

### Fonti
1. ↑  Del Boca 2011, p. 117.
2. ↑  Del Boca 2011, p. 175.
3. ↑  Del Boca 2011, p. 189.
4. ↑  Cavaciocchi, Ungari 2014, p. 53.
5. ↑  Cavaciocchi, Ungari 2014, p. 71.
6. ↑  Cavaciocchi, Ungari 2014, p. 103.
7. ↑  Cavaciocchi, Ungari 2014, p. 112.
8. ↑  Sito web del Quirinale: dettaglio decorato.